# Ulrika Kullgren

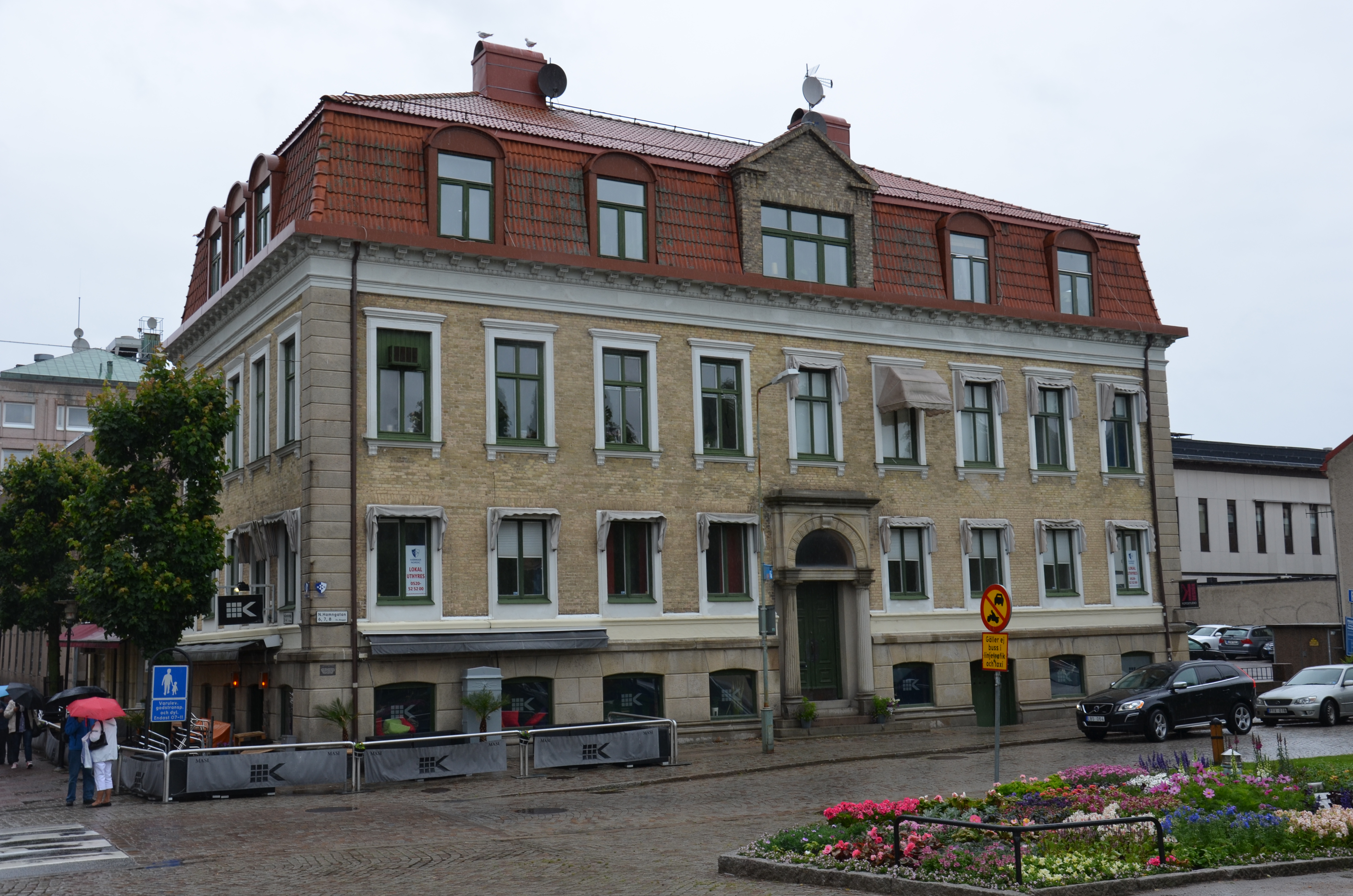
Kullgrenska huset, Uddevalla, uppfört på 1860-talet som bostad och som kontor för Granitaktibolaget C. A. Kullgrens Enka

Ulrika (Ulla) Kullgren, född Hedrén 3 december 1797 i Visnums socken, Värmlands län, död 2 januari 1873 i Uddevalla församling, Göteborgs och Bohus län, var en svensk genealog, filantrop och industrialist.

## Biografi
Ulrika Kullgren vigdes den 10 maj 1819 i Örs församling med Carl August Kullgren. Denne hade startat det stenindustriföretag, som med tiden skulle bli Nordens största i sin bransch. Vid makens död år 1851 övertogs bolaget av Ulrika Kullgren. Bolaget namnändrades då enligt tidens sed till Kullgrens Enka. Den dagliga driften av företaget sköttes av sonen Ivar Kullgren.
Efter makens död ägnade sig Ulrika Kullgren även åt välgörenhet. Bland annat deltog hon i stiftandet av en arbetsinrättning för medellösa kvinnor i Uddevalla och i grundandet av en hushållsskola också i Uddevalla.
Ulrika Kullgrens genealogiska intresse var stort. Under tjugo år arbetade hon med släktträdet över ättlingar efter prosten Erlandus Gudmundi, som även var Ulrika Kullgrens anfader. Arbetet resulterade bland annat i ett mycket stort kolorerat släktträd som finns deponerat hos Landsarkivet i Göteborg, men materialet är även utgivet på CD-ROM.
Carl August Kullgrens stenhuggeri ombildades 1891 till Granit AB C.A. Kullgrens Enka.
Makarna Kullgren är gravsatta på Norra kyrkogården i Uddevalla.